# Вальдорф, Ежи
Ежи Вальдорф (пол. Jerzy Waldorff, настоящая фамилия Прейсс, пол. Preyss; 4 мая 1910, Варшава — 29 декабря 1999, Варшава) — польский музыкальный критик и журналист.
Родился в семье богатого землевладельца. Окончил факультет экономики и права Познанского университета (1932), учился также в Познанской консерватории. В течение пяти лет работал помощником адвоката. В 1936—1939 гг. музыкальный обозреватель варшавской газеты Kurier Poranny и еженедельника Prosto z Mostu. В 1939 г. выпустил первую книгу «Искусство при диктатуре» (пол. Sztuka pod dyktaturą), посвящённую культурной политике Бенито Муссолини. В годы немецкой оккупации участвовал в организации нелегальных музыкальных событий в Варшаве, сотрудничал с Главным опекунским советом.
По окончании Второй мировой войны в 1946—1950 гг. жил в Кракове и сотрудничал с журналом Przekrój. В 1946 году в литературной записи Вальдорфа вышла книга воспоминаний Владислава Шпильмана «Гибель города» (пол. Śmierć miasta), ставшая сюжетной основой кинофильма Романа Полански «Пианист» (2002) и, при последующем переиздании, международным бестселлером.
Затем вернулся в Варшаву и на протяжении многих лет публиковал статьи и очерки, главным образом об академической музыке, в журналах Polityka и Świat, выступал также на радио. С 1969 г. публиковал авторские колонки под названием «Музыка смягчает нравы» (пол. Muzyka łagodzi obyczaje), под этим же названием выпустил в 1982 г. книгу избранных статей. Среди других книг Вальдорфа — книга о Конкурсе пианистов имени Шопена «Большая игра» (пол. Wielka gra; 1980, переиздание 1985) и книга о кладбище Старые Повонзки «За вратами великой тишины» (пол. Za bramą wielkiej ciszy; 1990); в 1974 году Вальдорф был одним из основателей общественного комитета по охране этого кладбища. Последняя книга Вальдорфа, «Сердце в огне» (пол. Serce w płomieniach – słowo o Szymanowskim; 1998), была посвящена Каролю Шимановскому, Вальдорф также стоял у истоков Музея Кароля Шимановского в Закопане (он учредил общественный фонд, на средства которого был выкуплен особняк для музея).
На протяжении 60 лет, с 1939 года до конца жизни, жил вместе со своим возлюбленным, балетмейстером Мечиславом Янковским, которого выдавал за своего двоюродного брата.
Памятники Вальдорфу установлены в городах Слупск и Цехоцинек.